# Tigre (zodíaco)

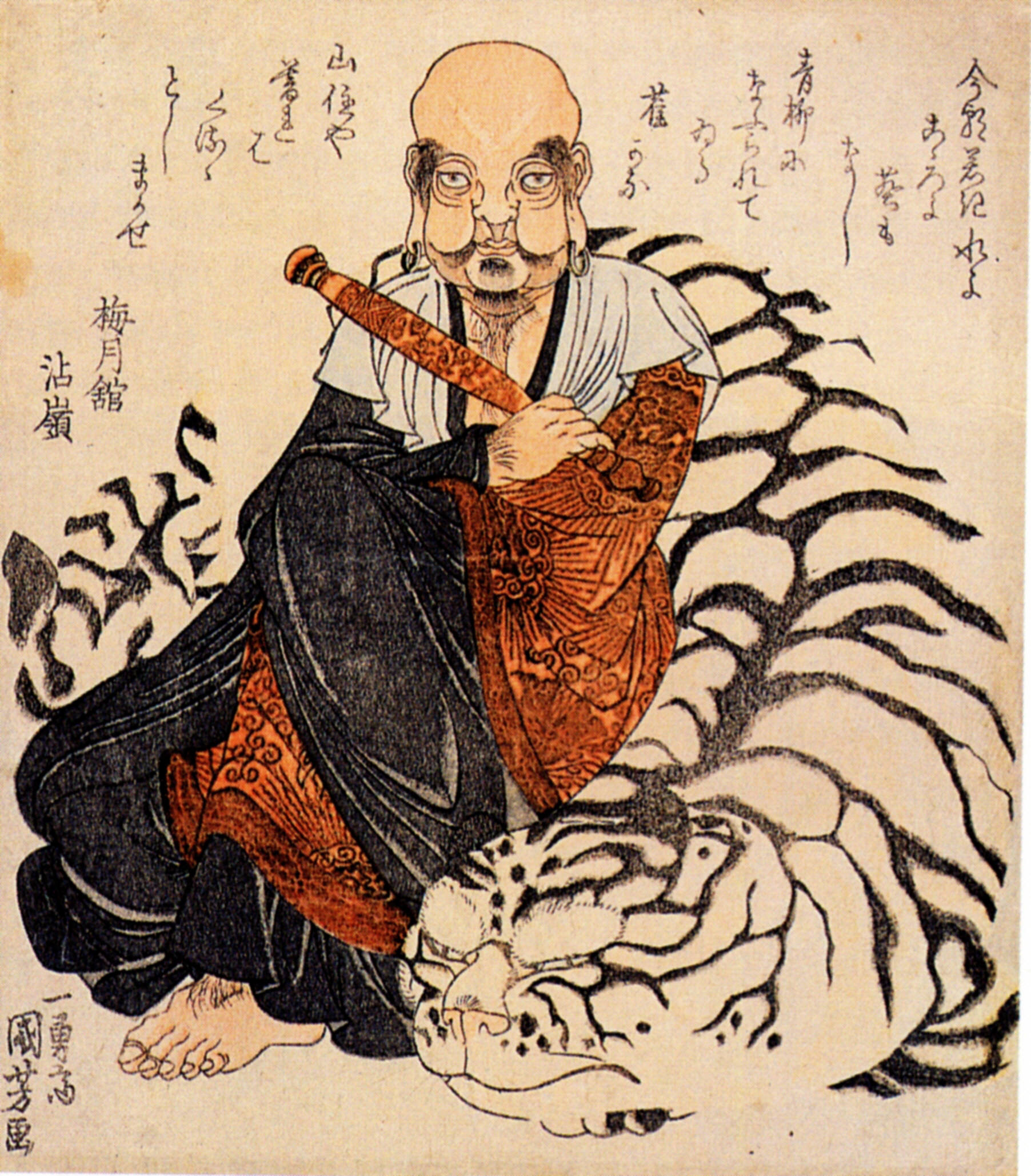
O Tigre em gravura de Kuniyoshi.

O Tigre ( 寅 ) é um dos animais do ciclo de 12 anos que aparece no Zodíaco da Astrologia chinesa e no Calendário chinês.                        As horas governadas pelo Tigre: 3 a.m. a 5 a.m.
Sentido do seu Signo: Leste–Nordeste
Princípio da estação e mês: Primavera – fevereiro
Corresponde ao Signo ocidental: Aquário
Elemento fixo: Madeira
Haste: Positivo
Cor: Vermelho
Fragrância: Mirra
Sabor: Salgado
Alimento: Carne
Bebida: Cherry, Porto
Condimento: Chili, mostarda
Animal: Tigre
Flor: Rosa
Árvore: Cedro
Metal: Ferro, aço
Pedra preciosa: Ametista, diamante
Instrumento musical: Trompete
Dia do Mês: 15
Número: 33

## Atributos
Fortes, nobres, agressivos, independentes e corajosos. Também tendem a ser egoístas e de pavio curto. Negócios agressivos lhes trarão melhores resultados. É de se esperar que tigres sejam bem sucedidos em vendas, administração de pessoal e carreiras uniformizadas.

## Nascidos sob o signo de Tigre[1]

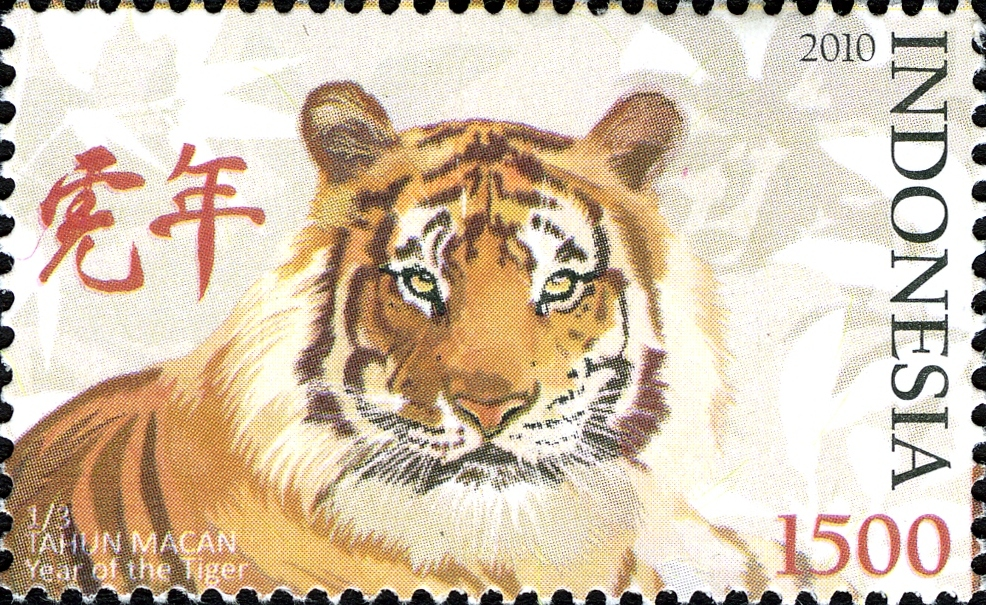
Selo indonésio de 2010 alusivo ao Ano do Tigre

Lembre-se de que esta é a data do Hemisfério Norte, pois há uma diferença entre os 2 Hemisférios citada na página Feng Shui
| Data de nascimento | Data de nascimento | Signo e Elemento |
| Início             | Fim                | Signo e Elemento |
| ------------------ | ------------------ | ---------------- |
| 13/02/1926         | 01/02/1927         | Tigre de Fogo    |
| 31/01/1938         | 18/02/1939         | Tigre de Terra   |
| 17/02/1950         | 05/02/1951         | Tigre de Metal   |
| 05/02/1962         | 24/01/1963         | Tigre de Água    |
| 23/01/1974         | 10/02/1975         | Tigre de Madeira |
| 09/02/1986         | 28/01/1987         | Tigre de Fogo    |
| 28/01/1998         | 15/02/1999         | Tigre de Terra   |
| 14/02/2010         | 02/02/2011         | Tigre de Metal   |
| 01/02/2022         | 21/01/2023         | Tigre de Água    |

## Tipos de Tigre
- Metal: enérgicos, têm dificuldades em expressar a própria opinião, ambiciosos e maus diplomatas. Relaxar e aproveitar a vida lhes trarão mais divertimento.
- Madeira: gentis, amistosos, obterão mais amigos chegados se relaxarem um pouco. Devem expressar seu talento quando a oportunidade surgir. Madeira é o elemento fixo e natural do Tigre.
- Água: esforçados, responsáveis, ambiciosos, auto-confiantes. Expressar o próprio talento os conduzirá ao sucesso.
- Fogo: extrovertidos, enérgicos, observadores; diminuir o ritmo e relaxar os levarão a progressos subsequentes.
- Terra: auto-condescendentes, não-ambiciosos, encara as coisas muito literalmente. Um pouco de agressividade os conduzirá ao sucesso.